# Grands Prix automobiles de la saison 1933
1932 1934
La saison de Grands Prix automobiles 1933 a été organisée par l'Association Internationale des Automobile Clubs Reconnus (AIACR). La saison comportait cinq Grandes Épreuves : les Grands Prix de Monaco, France, Belgique, Italie et Espagne mais le titre de championnat d'Europe des pilotes ne fut pas décerné.

## Grands Prix de la saison

### Grandes Épreuves
| Grand Prix             | Circuit           | Date         | Pilote vainqueur | Constructeur vainqueur | Résultats |
| ---------------------- | ----------------- | ------------ | ---------------- | ---------------------- | --------- |
| Grand Prix de Monaco   | Monaco            | 23 avril     | Achille Varzi    | Bugatti                | Résultats |
| Grand Prix de l'ACF    | Montlhéry         | 11 juin      | Giuseppe Campari | Maserati               | Résultats |
| Grand Prix de Belgique | Spa-Francorchamps | 9 juillet    | Tazio Nuvolari   | Maserati               | Résultats |
| Grand Prix d'Italie    | Monza             | 10 septembre | Luigi Fagioli    | Alfa Romeo             | Résultats |
| Grand Prix d'Espagne   | Lasarte           | 24 septembre | Louis Chiron     | Alfa Romeo             | Résultats |

### Autres Grands Prix
| Grand Prix                    | Circuit        | Date         | Pilote vainqueur        | Constructeur vainqueur | Résultats |
| ----------------------------- | -------------- | ------------ | ----------------------- | ---------------------- | --------- |
| Grand Prix de Pau             | Pau            | 19 février   | Marcel Lehoux           | Bugatti                | Résultats |
| Grand Prix d'hiver de Suède   | Rämen          | 26 février   | Per Victor Widengren    | Alfa Romeo             | Résultats |
| Svenska Isloppet              | Hemfjärden     | 5 mars       | Paul Pietsch            | Alfa Romeo             | Résultats |
| Grand Prix d'Australie        | Phillip Island | 20 mars      | Bill Thompson           | Riley                  | Résultats |
| Grand Prix de Tunisie         | Carthage       | 26 mars      | Tazio Nuvolari          | Alfa Romeo             | Résultats |
| Circuito di Alessandria       | Alexandrie     | 30 avril     | Tazio Nuvolari          | Alfa Romeo             | Résultats |
| Grand Prix de Tripoli         | La Mellaha     | 7 mai        | Achille Varzi           | Bugatti                | Résultats |
| Grand Prix de Finlande        | Eläintarharata | 7 mai        | Karl Ebb                | Mercedes-Benz          | Résultats |
| Avusrennen                    | Avus           | 21 mai       | Achille Varzi           | Bugatti                | Résultats |
| Grand Prix de Picardie        | Péronne        | 21 mai       | Philippe Étancelin      | Alfa Romeo             | Résultats |
| Eifelrennen                   | Nürburgring    | 28 mai       | Tazio Nuvolari          | Alfa Romeo             | Résultats |
| Targa Florio                  | Madonies       | 28 mai       | Antonio Brivio          | Alfa Romeo             | Résultats |
| Grand Prix des Frontières     | Chimay         | 4 juin       | Willy Longueville       | Bugatti                | Résultats |
| Trophée de Provence           | Nîmes          | 4 juin       | Marcel Jacob            | Bugatti                | Résultats |
| Grand Prix de Nîmes           | Nîmes          | 4 juin       | Tazio Nuvolari          | Alfa Romeo             | Résultats |
| Circuit de Florence           | Florence       | 11 juin      | Carlo Felice Trossi     | Alfa Romeo             | Résultats |
| Grand Prix de Lviv            | Lviv           | 11 juin      | Eugen Bjørnstad         | Alfa Romeo             | Résultats |
| Grand Prix de Penya-Rhin      | Montjuïc       | 25 juin      | Juan Zanelli            | Alfa Romeo             | Résultats |
| British Empire Trophy         | Brooklands     | 1er juillet  | Stanisław Czaykowski    | Bugatti                | Résultats |
| Grand Prix de la Marne        | Reims          | 2 juillet    | Philippe Étancelin      | Alfa Romeo             | Résultats |
| Mannin Moar                   | Douglas        | 14 juillet   | Brian Lewis             | Alfa Romeo             | Résultats |
| Grand Prix de Dieppe          | Dieppe         | 16 juillet   | Marcel Lehoux           | Bugatti                | Résultats |
| Coppa Ciano                   | Montenero      | 30 juillet   | Tazio Nuvolari          | Maserati               | Résultats |
| Grand Prix d'été de Suède     | Vram           | 6 août       | Antonio Brivio          | Alfa Romeo             | Résultats |
| Grand Prix de Nice            | Nice           | 6 août       | Tazio Nuvolari          | Maserati               | Résultats |
| Coppa Acerbo                  | Pescara        | 13 août      | Luigi Fagioli           | Alfa Romeo             | Résultats |
| Grand Prix de la Baule        | La Baule       | 13 août      | William Grover-Williams | Bugatti                | Résultats |
| Grand Prix du Comminges       | Saint-Gaudens  | 20 août      | Luigi Fagioli           | Alfa Romeo             | Résultats |
| Grand Prix de Marseille       | Miramas        | 27 août      | Louis Chiron            | Alfa Romeo             | Résultats |
| Grand Prix d'Albi             | Albi           | 27 août      | Louis Braillard         | Bugatti                | Résultats |
| Grand Prix de Monza           | Monza          | 10 septembre | Marcel Lehoux           | Bugatti                | Résultats |
| Grand Prix de Tchécoslovaquie | Masaryk        | 17 septembre | Louis Chiron            | Alfa Romeo             | Résultats |
| Donington Park Trophy         | Donington Park | 7 octobre    | Francis Curzon          | Bugatti                | Résultats |
| Grand Prix de Rio de Janeiro  | Gávea          | 8 octobre    | Manuel de Teffé         | Alfa Romeo             | Résultats |
| Mountain Championship         | Brooklands     | 21 octobre   | Whitney Straight        | Maserati               | Résultats |